# Rebelión de Barquisimeto
La rebelión de Barquisimeto empezó con un alzamiento de conservadores en Cumaná, Venezuela, en agosto de 1853 exigiendo el retorno de José Antonio Páez que rápidamente fueron aplastados y el gobierno decidió incrementar el ejército a diez mil plazas. 

## Hechos
Una nueva revuelta en Barquisimeto estalló el 12 de julio de 1854 al mando de Juan Bautista Rodríguez, amotinándose tres mil hombres; de inmediato los divide en tres batallones para una ofensiva combinada al interior. El gobernador de la Provincia de Barquisimeto Martín María Aguinagalde fue asaltado en su casa y asesinado.
15 días después Rodríguez y 1700 soldados son vencidos cerca de su ciudad por 2500 gubernamentales. El 28 de julio se rindieron 1000 rebeldes dirigidos por Antonio José Vásquez. El tercer batallón se disolvió en Portuguesa en partidas guerrilleras. Una nueva rebelión de 150 soldados estalló el 31 de julio en la misma ciudad, pero a mediados de agosto se habían rendido.

## Desenlace
Juan Bautista Rodríguez fue derrotado por el Gobierno en el sitio de Chaparral y es apresado en Quíbor el 13 de agosto de 1854, fue fusilado al día siguiente en Laguna de la Piedra, lugar cercano a Barquisimeto.